# Villa Beau Site

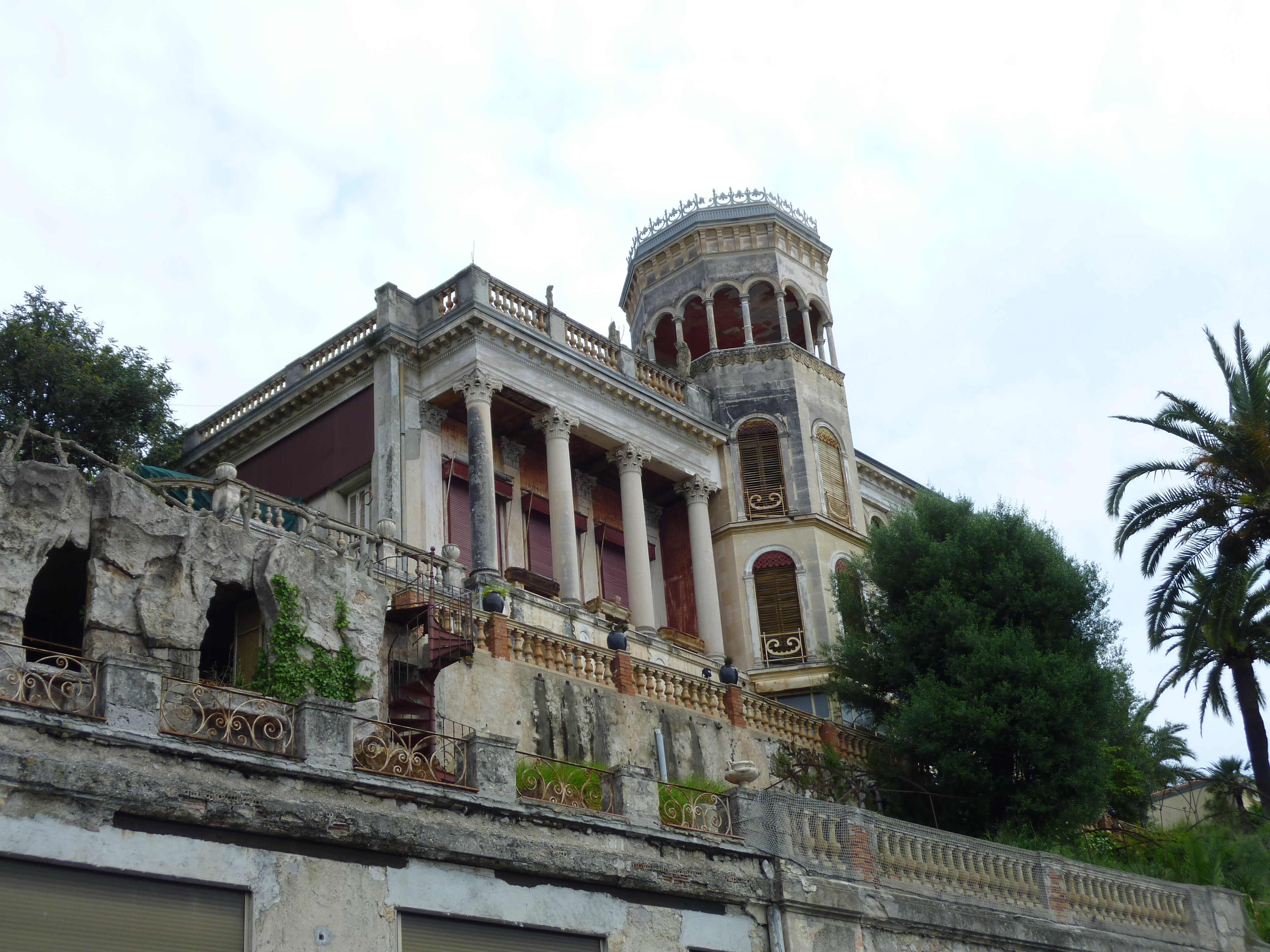
Villa Beau Site

Villa Beau Site é uma mansão histórica em Nice, Alpes-Maritimes, na França . Foi construída de 1885 a 1890, e foi projetada pelo arquitecto Sébastien-Marcel Biasini. Está listada como um monumento nacional oficial desde 27 de julho de 1987.